# Hospital Schwiesau
Das Hospital Schwiesau war ein Hospital im Magdeburger Stadtteil Neue Neustadt.

## Geschichte
Die Gründung des Hospitals erfolgte durch eine Stiftung des Gutsbesitzers Berthold Schwiesau im Jahre 1471. Der gemeinsam mit seiner Frau Magerte ohne Erbe gebliebene Schwiesau beantragte beim Magdeburger Erzbischof Johann von Bayern die Erlaubnis zur Stiftung eines Hospitals, die mit erzbischöflicher Urkunde vom 24. Mai 1471 erteilt wurde. Die Urkunde beginnt mit den Worten: 
„Wir Johannes von Gottes Gnaden, Erzbischof zu Magdeburg, Primas in Germanien, Pfalzgraf vom Rhein und Herzogen zu Bayern, bekennen öffendlich mit diesem Briefe für uns und unsere Nachkommen; Daß der vorsichtige Berthold Swiezolo, unser Bürger in unserer Neustadt Magdeburg und lieber getreuer uns fürbracht hat, wie er Gott unserem Herrn, zu Lobe und seiner Seele zu Trost, Heil und Seligkeit, sein Haus und Hof gegeben habe zu einem Hospital Pilgern und arme gebrechliche Leute, die keine Herberge noch Wohnung haben zu beherbergen und zu halten und Niemandes um Geldes oder Gutes willen darein zu nehmen, sondern allein notdürftige Leute darin zu empfangen.“
Die Stiftung hatte über 450 Jahre Bestand. Sowohl im Schmalkaldischen Krieg als auch im Dreißigjährigen Krieg wurden ihre Gebäude zerstört und wieder aufgebaut. Als 1812 auf Befehl Napoleons I. weite Teile der Magdeburger Neustadt abgerissen wurden, um für die französisch besetzte Festung Magdeburg ein ausreichendes Schussfeld zu schaffen, wurde auch das Hospital Schwiesau zerstört. Der Wiederaufbau erfolgte ab 1816 in der Mittagstraße in der Neuen Neustadt.
Zunächst als Ruhesitz für arme ältere Menschen betrieben, wurde von der zunehmend vermögenderen Stiftung 1843 auch eine Armenschule gegründet. Im Jahr 1851 gründete die Stiftung auch ein Krankenhaus. In späteren Jahren konzentrierte sich die Stiftung jedoch wieder allein auf den Betrieb des Hospitals.
Durch die Inflation Anfang der 1920er Jahre wurde das Stiftungsvermögen jedoch vollständig vernichtet. Noch heute erinnert in Magdeburg die Schwiesaustraße an Berthold Schwiesau und die von ihm begründete Stiftung.